# Orquesta Filarmónica de Radio Francia
La Orquesta Filarmónica de Radio Francia (Orchestre philharmonique de Radio France) es uno de los cuatro conjuntos permanentes de Radio France, con la Orquesta Nacional de Francia, el Chœur de Radio France y la Maîtrise de Radio France. Es administrada por Los Conciertos de Radio Francia.

## Trayectoria
Su origen es la Orchestre Radio-Symphonique, formada en junio de 1937 y confiada al director Rhené-Baton. Después del armisticio de junio de 1940, muchos de los miembros de la orquesta se encontraron atrapados en el París ocupado, mientras que los servicios artísticos de la Radio se recomponían gradualmente en Marsella. No fue hasta el verano de 1941 que la Radio de Vichy reconstituye una nueva orquesta de París, la Orquesta Sinfónica de la Radio de París, después de escuchar 120 músicos ante un jurado presidido por Alfred Cortot. En 1947, esta Orquesta Sinfónica de Radio se colocó bajo la autoridad de un director permanente, Eugène Bigot. Se convirtió en la Orquesta Sinfónica de Radio y Televisión Francesa en 1952, y después de la ORTF en 1964. Se convierte en responsabilidad de Radio Francia el 1 de enero de 1975 y es refundada en 1976 bajo el nombre de Nueva Filarmónica (NOP) por la voluntad de Pierre Vozlinsky, director musical de Radio Francia, según el compositor Gilbert Amy (ya a la cabeza de los servicios de música de la radio antes de la desaparición de la ORTF) que fue el primer director musical. Esta refundación parece haber sido planeada por largo tiempo, y su compleja organización fue confiada a Jean-Pierre Guillard, músico experto y miembro del Tribunal de Cuentas. Es solo por casualidad que esta refundación responde a las críticas de Pierre Boulez sobre la rigidez de las formaciones sinfónicas tradicionales. La NOP reúne a miembros de la antigua Orquesta Filarmónica, la Orchestre Lyrique y la André Girard Chamber Orchestra. El gran número de sus miembros permite dividirla en varias formaciones, como indica la expresión "orquesta con geometría variable". Para complementar la desaparición de la Lyric Orchestra, la temporada lírica fundada por Jean Pierre Marty en 1974 continuó hasta 1981 con la colaboración de la NOP y la Orchestre National de France. La NOP fue renombrada Orquesta Filarmónica de Radio Francia en 1989. Después de Gilbert Amy, los directores musicales de la orquesta fueron Marek Janowski, Myung-Whun Chung, y desde 2015, Mikko Franck.

### Principales hitos
- 1937: nacimiento de la Orquesta Sinfónica de la Radio;
- 1941: creación de la orquesta de radio-lírica y el cuarteto de cuerda de la radiodifusión francesa;
- 1952: creación de la Orquesta de Cámara de la radiodifusión francesa; la Orquesta Sinfónica de la Radio se convierte en la Orquesta Filarmónica de la Radiodifusión Francesa;
- 1964: la Orquesta Filarmónica de la Radiodifusión Francesa se convierte en la Orquesta Filarmónica ORTF;
- 1975: Radio France sucede a ORTF;
- 1976: La Nueva Orquesta Filarmónica de Radio Francia reúne a la Orchestre Lyrique, la Orquesta de Cámara y la ORTF Philharmonic Orchestra;
- 1989: La formación pasa a llamarse Orquesta Filarmónica de Radio Francia y desde entonces ha mantenido este nombre.

## Configuración

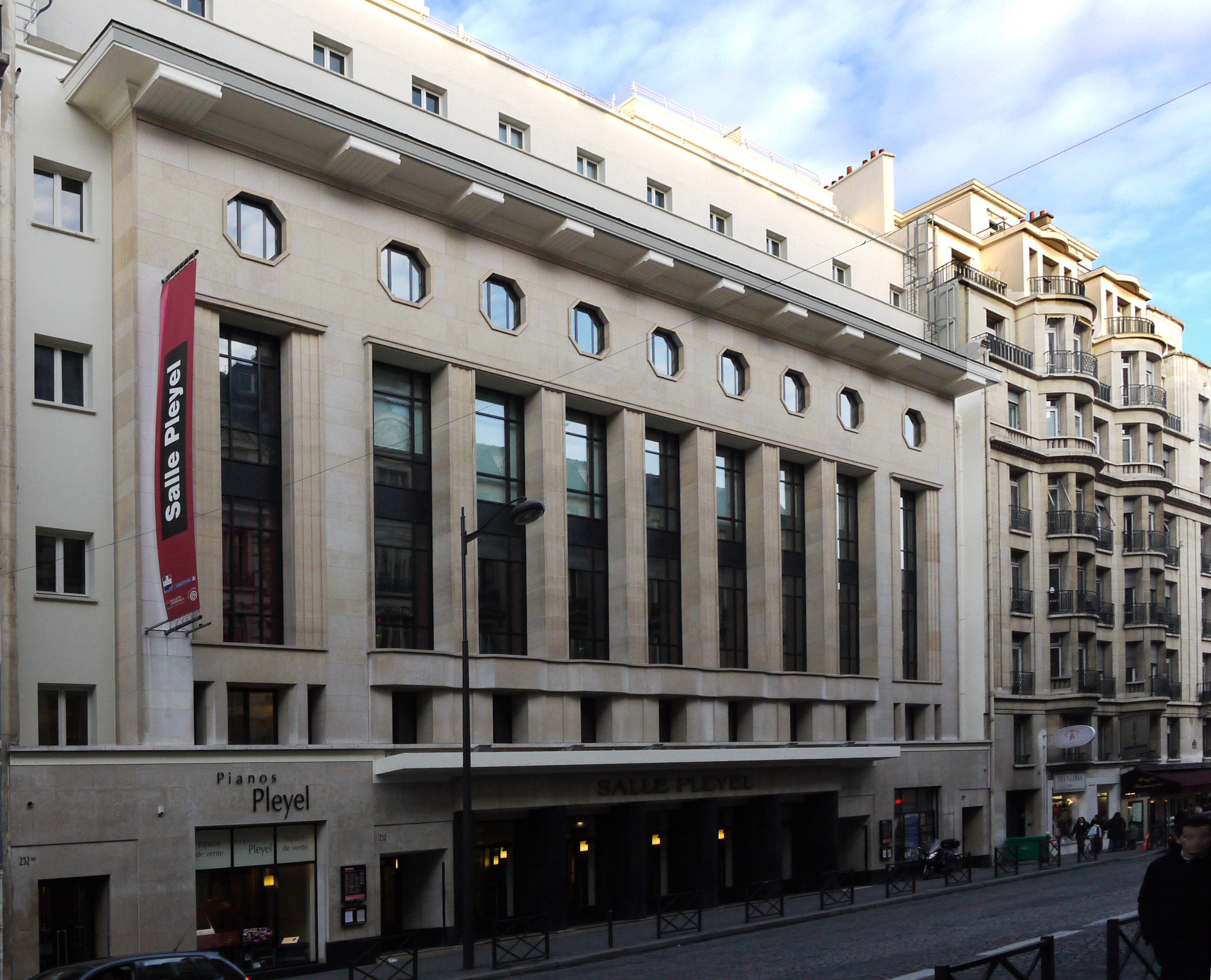
Sala Pleyel, París (Francia)

La orquesta está compuesta por 141 músicos y tiene la particularidad de poder abordar todos los repertorios del siglo XVIII hasta la actualidad, ya sea que las obras estén escritas para pequeños conjuntos o para grandes orquestas, cada grupo, compuesto según la escritura de las obras, es capaz de trabajar simultáneamente. Esto le permite ofrecer transmisiones de Radio Francia con una gran variedad de programas, con no menos de 50 programas originales cada año. La Orquesta Filarmónica de Radio Francia ofrece un promedio de noventa conciertos al año en París, especialmente en Salle Pleyel, hasta 2014 y después en el Auditorio de la Casa de Radio y también durante giras en Francia y en el extranjero (Europa, Estados Unidos), América Latina, Asia, Medio Oriente).

## Dirección
- 1937 - 1940: Rhené-Baton (Orquesta Sinfónica de la Radio)
- 1947 - 1965: Eugène Bigot (permanente, Orquesta Sinfónica de la Radio)
- 1951 - 1976: Adolphe Sibert (permanente, orquesta de radio-lírica)
- 1965 - 1970: Charles Bruck (permanente, ORTF Philharmonic Orchestra)
- 1976 - 1989: Gilbert Amy (dirección musical, Nueva Orquesta Filarmónica)
- 1981 - 1983: Hubert Soudant (director musical); Emmanuel Krivine (primer conductor invitado)
- 1984 - 1989: Marek Janowski (primer director invitado)
- 1989 - 2000: Marek Janowski (dirección musical, Orquesta Filarmónica de Radio Francia)
- 2000 - 2015: Myung-Whun Chung (director musical, director honorario al final de su mandato)
- 2015 -: Mikko Franck (dirección musical)

Los más grandes músicos han enriquecido el trabajo de la orquesta, personalidades excepcionales tales como Pierre Boulez, Esa-Pekka Salonen, Valery Gergiev y Ton Koopman, y los mejores directores de la generación joven con quien la orquesta ha forjado lazos especiales: Gustavo Dudamel, Mikko Franck, Alan Gilbert, Daniel Harding, Vasily Petrenko, Lionel Bringuier.

## Actividades

### Conciertos en París
Desde el 14 de noviembre de 2014, la mayor parte de los conciertos de la Orquesta Filarmónica de Radio Francia se llevan a cabo en el Auditorio de la Casa de Radio, a excepción de algunos conciertos en la Filarmónica de París.

### Dimensión internacional
La Orquesta Filarmónica de Radio Francia está reconocida como una de las falanges más notables de Europa. Los últimos diez años han estado marcados por numerosas giras internacionales en todos los continentes: Europa, Rusia (Moscú y San Petersburgo), Asia (China, Corea y Japón), Estados Unidos, América Latina, Medio Oriente (Abu Dhabi).
Los músicos de la Orquesta Filarmónica de Radio Francia son embajadores de UNICEF desde septiembre de 2007. Bajo la dirección de Myung-Whun Chung, los músicos de la Orquesta Filarmónica de Radio Francia y cantantes del Dominio Radio Francia grabaron la versión original del himno internacional de UNICEF compuesto por el canadiense Steve Barakatt.
La orquesta ha publicado grabaciones en los sellos EMI, Deutsche Grammophon, Decca, y Alpha.

### Actividades educativas
La Filarmónica ofrece las claves del repertorio sinfónico en la escuela pública y al público familiar, con la ayuda de Jean-François Zygel o con cuentacuentos y cómicos. Para mantenerse en contacto con los niños, padres y profesores, la Filarmónica de Radio de Francia ha creado el sitio ZikPhil.fr.

### Difusión
La Orquesta Filarmónica de Radio Francia ha formado una asociación fiel con France Télévisions, France 5 y la plataforma digital Culturebox. Varios de sus conciertos también se transmiten en vídeo en los sitios web de Radio France y el canal Arte. Todos los conciertos de las transmisiones de Radio France son transmitidos por France Musique, habitualmente los viernes por la tarde.